# Arroio do Quilombo
Pour les articles homonymes, voir Quilombo.
L'Arroio do Quilombo est un cours d'eau qui draîne la municipalité de Pelotas, ville de l'État du Rio Grande do Sul. Il naît sur le territoire de la municipalité de Canguçu, entrant sur Pelotas par le Nord-Ouest. À sa rencontre avec l'Arroio das Caneleiras, il devient l'Arroio Pelotas, qui va se jeter dans la Lagoa dos Patos, au lieu-dit saco do Laranjal.